# Ryōta Hayasaka
Ryōta Hayasaka (jap. 早坂 良太, Hayasaka Ryōta; * 19. September 1985 in Nara, Präfektur Nara) ist ein japanischer Fußballspieler. 

## Karriere
Ryōta Hayasaka erlernte das Fußballspielen in der Universitätsmannschaft der Universität Shizuoka. Seinen ersten Profivertrag unterschrieb er 2008 beim Honda FC. Der Verein aus Hamamatsu, einer Stadt in der Präfektur Shizuoka auf Honshū, der Hauptinsel von Japan, spielte in der dritten Liga, der Japan Football League. 2008 wurde er mit dem Club Meister. Da der Honda FC keinen Aufstieg anstrebt, da dies gleichbedeutend mit dem Verlust der Finanzierung durch den Mutterkonzern wäre, verblieb der Club in der JFL. 2010 wechselte er zu Sagan Tosu. Mit dem Verein aus Tosu spielte er in der zweiten Liga, der J2 League. 2011 wurde er mit Sagen Vizemeister und stieg in die erste Liga auf. Bis Ende 2016 spielte er 199-mal für den Club. Hokkaido Consadole Sapporo, ein Club, der in der ersten Liga, der J1 League, spielte, nahm in ab 2017 unter Vertrag. 2019 stand der mit Sapporo im Endspiel um den J. League Cup. Das Endspiel gegen den Ligakonkurrenten Kawasaki Frontale wurde im Elfmeterschießen verloren.

## Erfolge
Honda FC
- Japan Football League

Meister: 2008
Sagan Tosu
- J2 League

Vizemeister: 2011  ▲
Hokkaido Consadole Sapporo
- J. League Cup

Finalist: 2019